# Nogoula
Nogoula est un village situé dans la région de l'Est du Cameroun, dans le département de la Kadey. 
Il se trouve plus précisément dans l'arrondissement (commune) de Mbang et le quartier de Mézimé.

## Population
En 2005, le village de Nogoula comptait 65 habitants dont : 28 hommes et 37 femmes.